# الهاشمي الشمالي
الهاشمي الشمالي منطقة سكانية في عمان، عاصمة الأردن. وقد سميت بهذا الاسم نسبة للهاشميين، وهي بالأصل جبل الهاشمي الشمالي.
تتضمن المنطقة أسواقاً عديدة، وفيها فروع لبنوك ومراكز تجارية مثل بنك الإسكان والبنك العربي والبنك الأهلي الأردني. وتشتهر منطقة الهاشمي بكثافة سكانية عالية وتعتبر من أكبر مناطق عمان.